# Taraxacum laurentianum
Taraxacum laurentianum là một loài thực vật có hoa trong họ Cúc. Loài này được Fernald miêu tả khoa học đầu tiên năm 1933.